# Distoleon boninensis
Distoleon boninensis is een insect uit de familie van de mierenleeuwen (Myrmeleontidae), die tot de orde netvleugeligen (Neuroptera) behoort. 
Distoleon boninensis is voor het eerst wetenschappelijk beschreven door Adams in 1959.